# 博德卢姆
博德卢姆（德語：Bordelum）是德国石勒苏益格－荷尔斯泰因州的一个市镇。总面积34.71平方公里，总人口2002人，其中男性1014人，女性988人（2011年12月31日），人口密度58人/平方公里。